# Consejo rural (Bielorrusia)

Mapa de gobiernos locales de Bielorrusia. Incluye tanto los consejos rurales como sus equivalentes en áreas urbanas (ciudades y asentamientos de tipo urbano).

En Bielorrusia, se denomina consejo rural (bielorruso: сельсавет sielsaviet o се́льскi Саве́т sielski saviet; ruso: сельсовет sielsoviet o се́льский Сове́т sielskiy soviet) a cada una de las subdivisiones básicas de gobierno local en las que se organiza territorialmente el territorio rural del país. Abarcan la mayor parte del territorio nacional, con excepción del territorio perteneciente a las ciudades y los asentamientos de tipo urbano. Son una subdivisión de tercer nivel, por debajo de las provincias (primer nivel) y raiones (segundo nivel).
Cada consejo rural del país abarca un conjunto de pueblos; su capital es generalmente también un pueblo, pero en algunos casos recibe por su tamaño el título de "agrociudad" (bielorruso: аграгарадок agragaradok; ruso: агрогородок agrogorodok), aunque estas localidades no son legalmente asentamientos urbanos sino rurales. Un consejo rural puede no tener capital y establecer su centro administrativo en una localidad urbana externa. Su órgano de gobierno es el "consejo de diputados rurales", similar al ayuntamiento de la mayoría de países europeos.
Los consejos rurales son una herencia del período soviético, creados en 1924 y con una estructura reformada escasamente desde entonces. Para evitar tener que hacer reformas territoriales profundas en el país, los consejos rurales deben mantener una población mínima de mil habitantes; cuando un consejo baja del mínimo, se integra en el territorio de un consejo vecino. A 1 de diciembre de 2019 había 1151 consejos rurales en el país.